# Parasyte: The Grey
Parasyte: The Grey (koreanischer Originaltitel: 기생수: 더 그레이; RR: Gi-saeng-su: Deo Geu-re-i) ist eine südkoreanische Serie, basierend auf dem Manga Parasyte – Kiseijuu von Hitoshi Iwaaki. Die Serie wurde am 5. April 2024 weltweit auf Netflix veröffentlicht.

## Inhalt
Die Geschichte beginnt mit dem Auftauchen mysteriöser parasitärer Lebensformen, die aus dem All auf die Erde gelangen. Diese Parasiten übernehmen die Kontrolle über menschliche Wirte, indem sie deren Gehirne infizieren, und verwandeln sie in groteske Kreaturen mit der Fähigkeit, ihre Köpfe in tödliche Waffen zu verwandeln.
Im Mittelpunkt steht Jeong Su-in, eine Supermarktangestellte, die nach einem Angriff von einem Parasiten infiziert wird. Allerdings gelingt es dem Parasiten nicht, vollständig die Kontrolle über Su-ins Gehirn zu übernehmen, da er mit der Heilung ihrer Verletzungen beschäftigt ist. Daher teilen sich Su-in und der Parasit, den sie „Heidi“ nennt, ihren Körper.
Parallel dazu wird die Spezialeinheit „Die Grauen“ unter der Leitung von Choi Jun-kyung gegründet, um die Bedrohung durch die Parasiten zu bekämpfen. Jun-kyung nutzt ihren infizierten Ehemann als „Spürhund“, um andere Parasiten aufzuspüren. Die Handlung verwebt die Geschichten von Su-in, Jun-kyung und dem Kleinkriminellen Seol Kang-woo, der nach seiner verschwundenen Schwester sucht, die ebenfalls von einem Parasiten übernommen wurde.

## Besetzung und Synchronisation
Die deutschsprachige Synchronisation entstand basierend auf der Übersetzung von Jonas Palussek nach den Dialogbüchern sowie unter der Dialogregie von Sven Plate durch die Synchronfirma VSI Synchron in Berlin.

### Hauptdarsteller
| Rolle          | Schauspieler  | Synchronsprecher        |
| -------------- | ------------- | ----------------------- |
| Jeong Su-in    | Jeon So-nee   | Jill Böttcher           |
| Seol Kang-woo  | Koo Kyo-hwan  | Tobias John von Freyend |
| Choi Jun-kyung | Lee Jung-hyun | Maria Koschny           |

### Nebendarsteller
| Rolle                   | Schauspieler   | Synchronsprecher   |
| ----------------------- | -------------- | ------------------ |
| Agent der „Grauen“      | Lee Se-ho      | Jan Makino         |
| Kommissar Kang Won-seok | Kim In-kwon    | Gerrit Schmidt-Foß |
| Kommissar Kim Chul-min  | Kwon Hae-hyo   | Dennis Schmidt-Foß |
| Kommissar Kim Sang-su   | Jang Dae-woong | Frank Röth         |
| Kommissar #1            | Kwak Min-ho    | Karlo Hackenberger |
| Kommissar #2            | Kim Se-yoon    | Oscar Räuker       |
| Pastor Kwon Hyuk-ju     | Lee Hyun-kyun  | Florian Hoffmann   |
| Seol Kyung-hee          | Yoon Hyun-gil  | Rubina Nath        |

### Gastdarsteller
| Rolle                                    | Schauspieler   | Synchronsprecher          |
| ---------------------------------------- | -------------- | ------------------------- |
| Besitzer eines Motorradladens            | Shin Min-jae   | René Dawn-Claude          |
| Boss Jang                                | Oh Jung-min    | Peter Sura                |
| Bürgermeister von Namcheon               | Do Yong-gu     | Kaspar Eichel             |
| CEO Park                                 | Yoon Sung-won  | Jan Kurbjuweit            |
| Ehefrau von Kang Won-seok                | Ko Seo-hee     | Vera Bunk                 |
| Ehemann von Choi Jun-kyung               | Hong Eui-joon  | Constantin von Jascheroff |
| Gangster #1                              | Kim Yong-jin   | Marco Sven Reinbold       |
| Gangster #2                              | Park Jae-hong  | Timo Weisschnur           |
| Jin Yong-kwan                            | Seo Myung-chan | Till Hagen                |
| Jong-do                                  | Lee Geun-hoo   | Marco Sven Reinbold       |
| Jung Ji-hoon                             | Joo Suk-je     | Edwin Gellner             |
| Ki-seok                                  | Yoo Yong       | Sebastian Kluckert        |
| Lee Kyung-chun                           | Jin Yong-wook  | Sebastian Schulz          |
| Mann mit Dauerwelle                      | Go Han-min     | Lasse Dreyer              |
| Mitglied der Spezialeinheit der „Grauen“ | Park Chan-woo  | Dennis Herrmann           |
| Obstkäufer                               | Park Young-bok | Viktor Neumann            |
| Pfandleiher                              | Kwon Oh-jin    | Hans Hohlbein             |
| Seol Jin-hee                             | Moon Ju-yeon   | Magdalena Turba           |
| Shim Kyu-min                             | Lee Yo-seob    | Nicolas Rathod            |
| Shinichi Izumi                           | Masaki Suda    | Konrad Bösherz            |

## Episodenliste
| Nr.                                                                       | Deutscher Titel | Originaltitel |
| ------------------------------------------------------------------------- | --------------- | ------------- |
| 1                                                                         | Folge 1         | 1화           |
| 2                                                                         | Folge 2         | 2화           |
| 3                                                                         | Folge 3         | 3화           |
| 4                                                                         | Folge 4         | 4화           |
| 5                                                                         | Folge 5         | 5화           |
| 6                                                                         | Folge 6         | 6화           |
| Am 5. April 2024 wurden alle Folgen der Serie bei Netflix veröffentlicht. |                 |               |